# 105 mm M3
Il 105 mm howitzer M3 era un obice campale leggero statunitense progettato per le truppe aviotrasportate. Il pezzo utilizzava la canna del 105 mm M2 accorciata, incavalcata sull'affusto a code divaricabili dell'obice da montagna da 75 mm M1.
L'obice fu utilizzato dall'U.S. Army durante la seconda guerra mondiale, assegnato alle unità aerotrasportate ed alle compagnie di artiglieria da accompagnamento organiche ai reggimenti di fanteria.

## Storia

### Sviluppo e produzione
La costituzione delle forze aerotrasportate nel 1941 condusse alla richiesta di un obice da 105 aviotrasportabile. L'arma, inizialmente designata T7, univa la canna dell'obice M2, accorciata di 690 mm ed accoppiata al freno di sparo ed all'affusto dell'obice da 75 mm M1. Un prototipo venne testato nell'Aberdeen Proving Ground nel marzo 1942.
L'obice era progettato per utilizzare lo stesso munizionamento del più lungo M2. Tuttavia, emerse che la canna accorciata causava una combustione incompleta della carica propellente. Il problema venne risolto utilizzando una polvere a combustione più rapida. Il progetto venne comunque accettato e ricevette la denominazione ufficiale di 105 mm Howitzer M3 on Carriage m3. L'affusto venne presto sostituito dalla versione M3A1, con code realizzate in lamiere più spesse. Furono progettate anche robuste code tubolari, ma non entrarono in produzione.
La produzione iniziò nel febbraio 1943 e proseguì fino al maggio 1944. Un lotto addizionale venne prodotto tra aprile e giugno 1945.
| Produzione di M3 |       |      |      |        |
| Anno             | 1943  | 1944 | 1945 | Totale |
| Pezzi            | 1.965 | 410  | 205  | 2.580  |

### Impiego operativo
Nonostante non risulti nelle tabelle organiche del febbraio 1944, poco prima degli aviosbarchi in Normandia alcune divisioni aerotrasportate avevano ricevuto un battaglione di artiglieria campale da 105 trasportato su aliante come rinforzo ai tre battaglioni da 75 mm M1A1 in organico. I battaglioni furono poi portati a quattro e, tra il 1943 ed il 1945, uno venne convertito su obici da 105 mm M3. L'arma venne infine inserita ufficialmente nelle dotazioni tabellari nel dicembre 1944 e, a partire dal 1945, impiegata da tutte le divisioni aerotrasportate operanti nel teatro europeo. Le Utility truck ¼ t 4x4 jeep erano utilizzate per il traino.
L'obice M3 venne inoltre assegnato alle compagnie di cannoni d'accompagnamento dei reggimenti di fanteria (sei pezzi, su tre plotoni da 2 armi). Spesso le compagnie di artiglieria vennero integrate in divisioni di artiglieria. I reggimenti di fanteria utilizzavano come trattori gli autocarri da 1½ ton.
Un piccolo numero di M3 venne fornito tramite i canali affitto-e-prestito a Francia (94 pezzi), Regno Unito (2 pezzi) e Paesi dell'America Latina (18 pezzi).

## Utilizzatori
- Argentina [5]
- Brasile [5]
- Francia [5]
- Messico [5]
- Regno Unito [5]
- Stati Uniti

## Varianti
Varianti della bocca da fuoco:
- T7: prototipo, accettato come M3.[1].

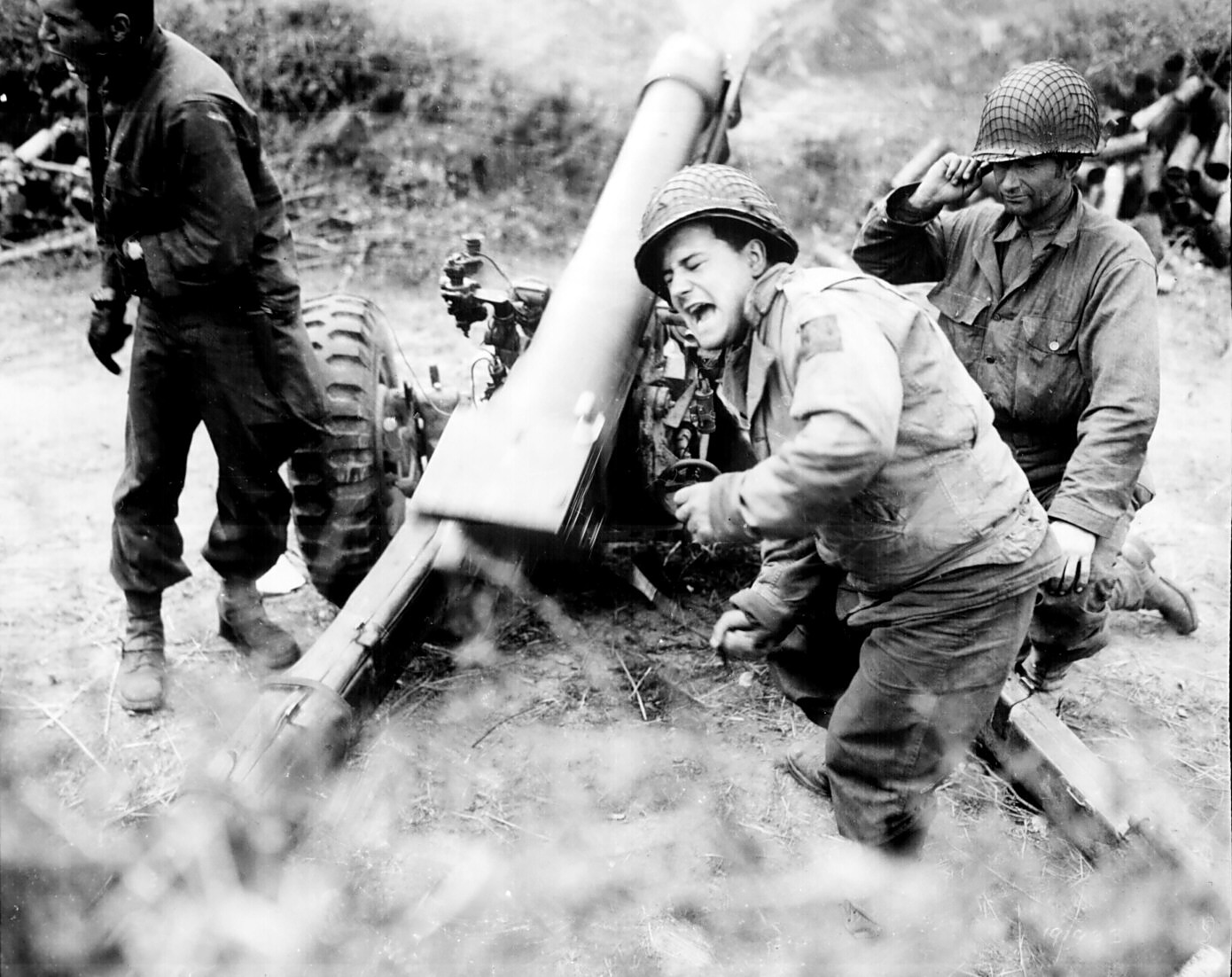
M3 presso Carentan, Francia, 11 luglio 1944.

- T10: variante con elevazione aumentata a 65°[1].

Varianti dell'affusto:
- M3: basato sull'affusto M3A1 del 75 mm M1[1].
- M3A1: variante con code rinforzate, realizzate in lamiera d'acciaio spessa 9,5 mm invece di 2,3 mm[1].
- M3A2: dotato di scudo[1].

## Affusti semovente
Vennero proposti due versioni di semoventi d'artiglieria equipaggiate con la bocca da fuoco M3. Nessuna entrò in produzione.
- 105 mm Howitzer Motor Carriage T38: basato sul semicingolato M3 Half-track[6].
- 105 mm Howitzer Motor Carriage T82: bocca da fuoco versione M3A1 sullo scafo del carro armato leggero M5A1 Stuart. Realizzato in due prototipi. Il progetto venne cancellato nel giugno 1945 a causa del venir meno del requisito[7].

## Munizionamento
Il pezzo utilizzava una munizione semi-fissa, simile a quella dell'obice M2; i proietti ed il bossolo da 105 mm Cartridge Case M14, ma la carica propellente era differente. Quest'ultima era costituita da una carica di base e da quattro cariche progressive (numerate da 1 a 5), realizzate in polvere a combustione rapida, per impedire l'incompleta combustione della carica. In caso di emergenza gli artiglieri erano autorizzati ad utilizzare la granata HE M1 per obice M2, ma unicamente con le cariche da 1 a 3. Le granate HE M1 per M3 potevano viceversa essere utilizzate sugli obici M2 con tutte le cariche.
Le granate HEAT M67 avevano una carica di lancio fissa, non progressiva. Per i tiri a salve veniva utilizzata la Cartridge Case M15 caricata a polvere nera.
| Munizionamento disponibile |                     |                      |                                                     |                      |         |
| Tipo                       | Modello             | Peso (colpo/granata) | Carica                                              | Velocità alla volata | Gittata |
| HE                         | HE M1               | 18,35 kg / 14,97 kg  | 50/50 TNT o amatolo, 2,18 kg                        | 311 m/s              | 7.585 m |
| HEAT-T                     | HEAT M67            | 16,62 kg / 13,25 kg  |                                                     | 311 m/s              | 7.760 m |
| fumogeno                   | WP M60 Shell        | 18,97 kg / 15,56 kg  | fosforo bianco, 1,84 kg                             | 311 m/s              | 7.585 m |
| fumogeno                   | FS M60              | 19,65 kg /           | anidride solforica in acido clorosolfonico, 2,09 kg |                      |         |
| fumogeno                   | HC BE M84           | 18,29 kg / 14,91 kg  | cloruro di zinco                                    | 311 m/s              | 7.585 m |
| addestrativo               | Drill Cartridge M14 |                      |                                                     | -                    | -       |

| Capacità di penetrazione su corazza, mm                                                                        |     |     |     |       |
| Munizione / Distanza, m                                                                                        | 0   | 457 | 914 | 1.828 |
| HEAT M67 (angolo d'impatto 0°)                                                                                 | 102 | 102 | 102 | 102   |
| Capacità di penetrazione su calcestruzzo, mm                                                                   |     |     |     |       |
| HE M1 (angolo d'impatto 0°)                                                                                    | 305 | 274 | 244 | 213   |
| Paesi differenti utilizzano differenti metodi di misura; una comparazione diretta è quindi spesso impossibile. |     |     |     |       |